# هاردي جونز
هاردي جونز (بالإنجليزية: Hardy Jones)‏ هو صانع أفلام وثائقية أمريكي، ولد في القرن العشرين، وتوفي في 2018.